# Mambéré-Kadéï
Mambéré-Kadéï (també anomenada Haute-Sangha) és una de les 14 prefectures de la República Centreafricana. Està situada a l'oest del país, junt amb el Camerun. La seva capital és Berbérati. Frontereja amb les prefectures de Nana-Mambéré al nord, Ombella-M'Poko al nord-est, Lobaye a l'est, i Sangha-Mbaéré al sud.
A més de Berbérati, també són importants les ciutats de Gamboula, a la frontera camerunesa, i Carnot, a vores del Riu Mambéré.
Mambéré-Kadéï rep el nom dels dos rius principals que la travessen: el Riu Mambéré (nord) i el Riu Kadéï (oest). També cal destacar els rius Sangha i Lobaye.